# Dance with Me (utwór muzyczny Zoliego Ádoka)
Dance with Me, znany także jako Tánclépés – debiutancki utwór węgierskiego piosenkarza Zoliego Ádoka napisany przez Zé Szabó i Jno-Finna V. Kasaia, wydany jako singiel oraz umieszczony na debiutanckiej płycie studyjnej artysty zatytułowanej Tánclépés z 2008 roku.
Pierwotnie utwór został napisany i wydany w języku węgierskim jako „Tánclépés”, później zdecydowano się na nagranie utworu w języku angielskim jako „Dance with Me”. Z tą wersją Ádok został wybrany wewnętrznie na reprezentanta Węgier w 44. Konkursie Piosenki Eurowizji organizowanym w Birmingham. 9 maja utwór został zaśpiewany przez piosenkarza jako jedenasty w kolejności w półfinale konkursu i zajął w nim piętnaste miejsce z szesnastoma punktami na koncie, przez co nie awansował do finału.

## Lista utworów
CD single (Tánclépés)
1. „Tánclépés” (Original Version) – 3:55
2. „Tánclépés” (Markanera Remix) – 3:57
3. „Tánclépés” (Spigiboy Remix) – 5:46

CD single (Dance with Me)
1. „Dance with Me” – 3:00

## Personel
W nagraniu singla wzięli udział:
- Szabó Zé – kompozycja, aranżacja
- Jno-Finn V. Kasai – tekst
- Thomas Törnholm – gitara, wokal wspierający, miksowanie
- George Németh – wokal wspierający
- Gresiczki Tamás – miksowanie